# Gâmbia v. Myanmar
Gâmbia v. Mianmar, comumente referido como caso do genocídio rohingya, é um processo que está atualmente sendo julgado pelo Tribunal Internacional de Justiça. O caso foi apresentado pela República da Gâmbia, em nome de 57 membros da Organização de Cooperação Islâmica em 2019.

## Contexto
O povo rohingya é uma minoria étnica muçulmana indo-ariana que tem enfrentado perseguição em massa e limpeza étnica em Mianmar, de maioria budista, nos últimos anos. A perseguição aos rohingya foi descrita como um genocídio. O governo de Mianmar os considera imigrantes ilegais, mas o povo rohingya argumenta que eles vivem na área há gerações e que o tratamento que o governo de Mianmar lhes dá é injusto tal como os muçulmanos de Mianmar como um todo.
Aung San Suu Kyi descreve este conflito como um “conflito armado interno” que foi desencadeado pelos ataques dos rohingya ao governo de Mianmar. O juiz que preside o caso, Abdulqawi Ahmed Yusuf, deu a Mianmar quatro meses para implementar as suas decisões: Mianmar deve tomar “todas as medidas ao seu alcance” para prevenir o genocídio.

## História processual
Em 11 de novembro de 2019, a Gâmbia apresentou ao TIJ um requerimento de 35 páginas contra Mianmar, iniciando o processo com base no carácter erga omnes das obrigações consagradas na Convenção sobre Genocídio. O requerimento alegava que Mianmar cometeu assassinatos em massa, violações e destruição de comunidades contra o grupo rohingya no estado de Rakhine desde cerca de outubro de 2016 e que estas ações violam a Convenção sobre Genocídio. O advogado externo da Gâmbia inclui uma equipe do escritório de advocacia Foley Hoag liderada por Paul Reichler, bem como os professores Philippe Sands da University College London e Payam Akhavan da Universidade McGill. Por outro lado, a líder e Conselheira de Estado Aung San Suu Kyi representa Myanmar, juntamente com uma equipa jurídica.
A Gâmbia também submeteu um pedido de indicação de medidas provisórias de proteção. O TIJ realizou uma audiência pública sobre esse requerimento durante três dias, de 10 a 12 de dezembro de 2019. Um comentarista descreveu a audiência como um "espetáculo notável", observando que a equipe da Gâmbia forneceu "descrições brutais" de atrocidades, enquanto Aung San Suu Kyi evitou usar a palavra "Rohingya" - exceto em uma referência ao  Exército de Salvação dos Rohingya de Arracão.
Em 23 de janeiro de 2020, o TIJ emitiu uma ordem sobre o pedido de medidas provisórias da Gâmbia. A ordem "indicava" (ou seja, emitiu) medidas provisórias ordenando que Mianmar evitasse atos genocidas contra os muçulmanos rohingya durante a pendência do caso e informasse regularmente sobre a implementação da ordem.
O Tribunal emitiu uma ordem processual na mesma data, estabelecendo prazos de apresentação de 23 de julho de 2020 para a petição da Gâmbia e 25 de janeiro de 2021 para a contestação responsiva de Mianmar.
Em 18 de maio de 2020, o Tribunal emitiu uma prorrogação da petição da Gâmbia e fixou o prazo de apresentação de 23 de outubro de 2020. Da mesma forma, foi concedida uma prorrogação a Mianmar, fixada em 23 de julho de 2021.
Em Novembro de 2023, o Canadá, a Dinamarca, a França, a Alemanha, os Países Baixos, o Reino Unido e as Maldivas juntaram-se ao caso de genocídio da Gâmbia contra Mianmar.